# ジュディット・ヴィッテ
ジュディット・ヴィッテ（Judith Vittet, 1984年12月 - ）は、1990年代中期に活動していたフランスの女優。代表作は、ジャン＝ピエール・ジュネ監督の『ロスト・チルドレン』。

## 略歴
『ロスト・チルドレン』では、オーディションで数百名の中から主役であるミエットの役を勝ち取った。ジャン＝ピエール・ジュネはその時の印象を「彼女は並外れたタフネス、プロ意識、品格を持ち合わせ、全てを理解している。奇跡のような存在だ」と述べている。
数本の映画に出演したが、その後女優の道を選ばず、考古学者か建築家になりたいと語った。

## 主な出演作品
- だれも私を愛さない! Personne ne m'aime (1994)
- ロスト・チルドレン La Cité des enfants perdus (1995)
- とまどい Nelly et Monsieur Arnaud (1995)
- 告発者K K (1997)